# Alain Royer (né en 1947)
Ne pas confondre avec Alain Royer (1960-), graphiste et peintre français.
Pour les articles homonymes, voir Royer.
Alain Royer, né le 7 mai 1947 à Châtillon-sur-Seine, est un dessinateur, graveur, éditeur et illustrateur français.

## Biographie
Alain Royer naît le 7 mai 1947 à Châtillon-sur-Seine.
Il vit et travaille à Paris. Des exemples de son travail ont été présentés à l'exposition De Bonnard à Baselitz - Dix Ans d'enrichissements du cabinet des estampes 1978-1988.
Il est l'illustrateur du livre de 1978 intitulé Petits Formats, un recueil de gravures. Il est également co-auteur du livre pour la jeunesse de 1981 Histoire de fous, de clous, de sous et tout....
Alain Royer est le liquidateur de l'entreprise Reseaulire, créée en 2007.